# Étienne Boucher
Étienne Boucher (mort le 20 août 1571) est évêque de Cornouaille de 1560 à sa mort.

## Biographie
Originaire de Champagne, il est pourvu en commende de l'abbaye de Saint-Ferme dans le diocèse de Bazas, de l'abbaye Saint-Sauveur de Vertus (1559) et  de l'abbaye Notre-Dame de Vertus dans le diocèse de Châlons-sur-Marne. Choisi comme évêque de Cornouaille en 1559 il est nommé le 5 avril 1560 mais ne prend possession de son siège que le 23  février 1561. Secrétaire de Catherine de Médicis et de l'ambassadeur à Rome, il participe au Concile de Trente sous le pontificat de Pie IV. Il meurt le 20 août 1571.